# Peng Liyuan
Peng Liyuan (chiń. 彭丽媛; pinyin Péng Lìyuán, ur. 20 listopada 1962) – chińska piosenkarka folkowa, żona Xi Jinpinga, obecnego sekretarza generalnego KPCh i przewodniczącego ChRL.
Peng zyskała popularność jako piosenkarka dzięki regularnym występom w corocznej gali noworocznej Centralnej Telewizji Chińskiej, cieszącym się dużą oglądalnością chińskim programie telewizyjnym emitowanym w trakcie chińskiego Nowego Roku. Zdobyła wyróżnienia na konkursach wokalnych w całym kraju. Jej najsłynniejsze single to People from Our Village, Zhumulangma i On the Field of Hope . Peng śpiewała również piosenki przewodnie kilku popularnych seriali telewizyjnych, takich jak The Water Margin (1998).
W 2014 roku magazyn Forbes umieścił Peng na 57. miejscu najpotężniejszych kobiet świata.